# 火星-500

火星-500標誌

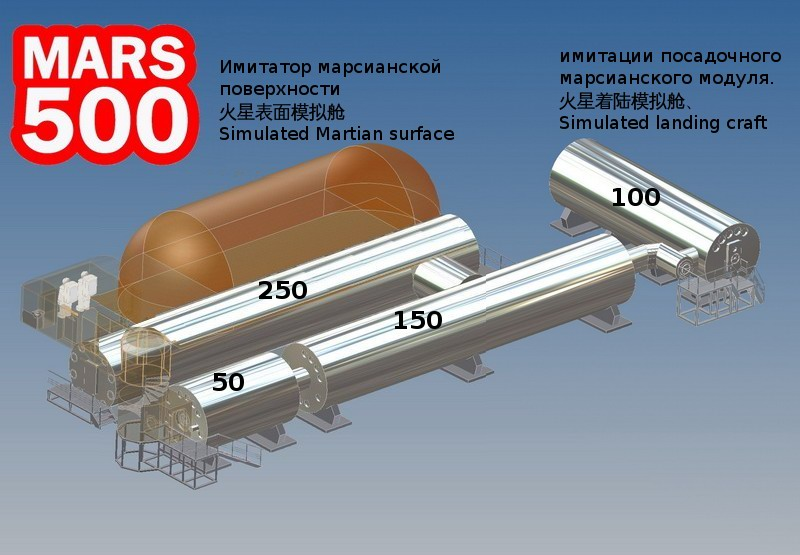
俄罗斯的火星-500建筑的三维规划，是基于地面的试验以补充基于国际空间站的试验 - 用于准备一个载人火星任务。

火星-500（英语：MARS-500）是一个有多个部分组成的地面模拟实验非特定未来火星载人航天飞行试验，其实验舱占地550平方米，舱内环境完全模拟火星的生活环境。实验是由俄国，欧洲空间局，和中国参加举行，实验时间是从2007年到2011年。实验设施位于莫斯科俄罗斯科学院生物医学问题研究所（IBMP）。
合计640天实验已分为三个阶段，在每个阶段，全部志愿者船员生活和工作仅限于实体模型航天器。不能和外部直接交流，若透过互联网交流会有20分钟延迟。实验人员不能从外界获取消耗品。2011年11月4日，火星-500实验圆满结束，六名志愿者顺利出舱，实验期间无一人退出。该实验有助于规划星际任务，找出可能的问题和解决方案。该实体模型设备模拟了地球 - 火星穿梭飞船，上升和下降的飞船，和火星表面。在这三个阶段中被使用志愿人员们包含在诸如工程，医学，生物学和人类航天领域经验的专业人士。
軌道導航組合暨實驗設施是国际空间站的俄罗斯继承者，其主要目的是支持深空探测的任务。OPSEK设施正在组装，同时连接到国际空间站。规划的OPSEK组件Rassvet在2010年抵达轨道。火星探险的所有主要组件在离开前往火星之前会先停靠在空间站。

## 项目概况

### 目的
该实验的目的是产生在计划长期深空任务的影响下的宝贵的心理和医疗数据。该实验允许技术挑战的研究，船员的工作能力和长途太空飞行的管理。通讯滞后，自主性，资源配给，健康，隔离，密闭的环境条件，是火星飞行的主要特点。

### 实验阶段
- 第一阶段，15天阶段，从2008年11月15日到2008年11月29日举行。
  - 當中被選定的志願者共有6名俄羅斯人。[5]
- 第二阶段，105天阶段，2009年3月31日开始，期间6名志愿者开始隔离生活，2009年7月14日这阶段实验已结束。 [6]
  - 在俄语维基百科上的第二阶段成员照片（俄语：Image:Экипаж 105-суточной изоляции проекта "Марс-500" во время испытания на выживаемость.jpg）。
- 第三阶段，最长的实验阶段，计划模拟520天火星任务，已在2010年6月3日开始，直至2011年11月5日。
  - 當中被選定的志願者共有三名俄羅斯人，法国、意大利和中國人各一名。
  - 階段分為：模擬250天由地球飛住火星的旅途、30天在火星著落和工作及240天由火星返回地球的旅途。

## 试验舱内部

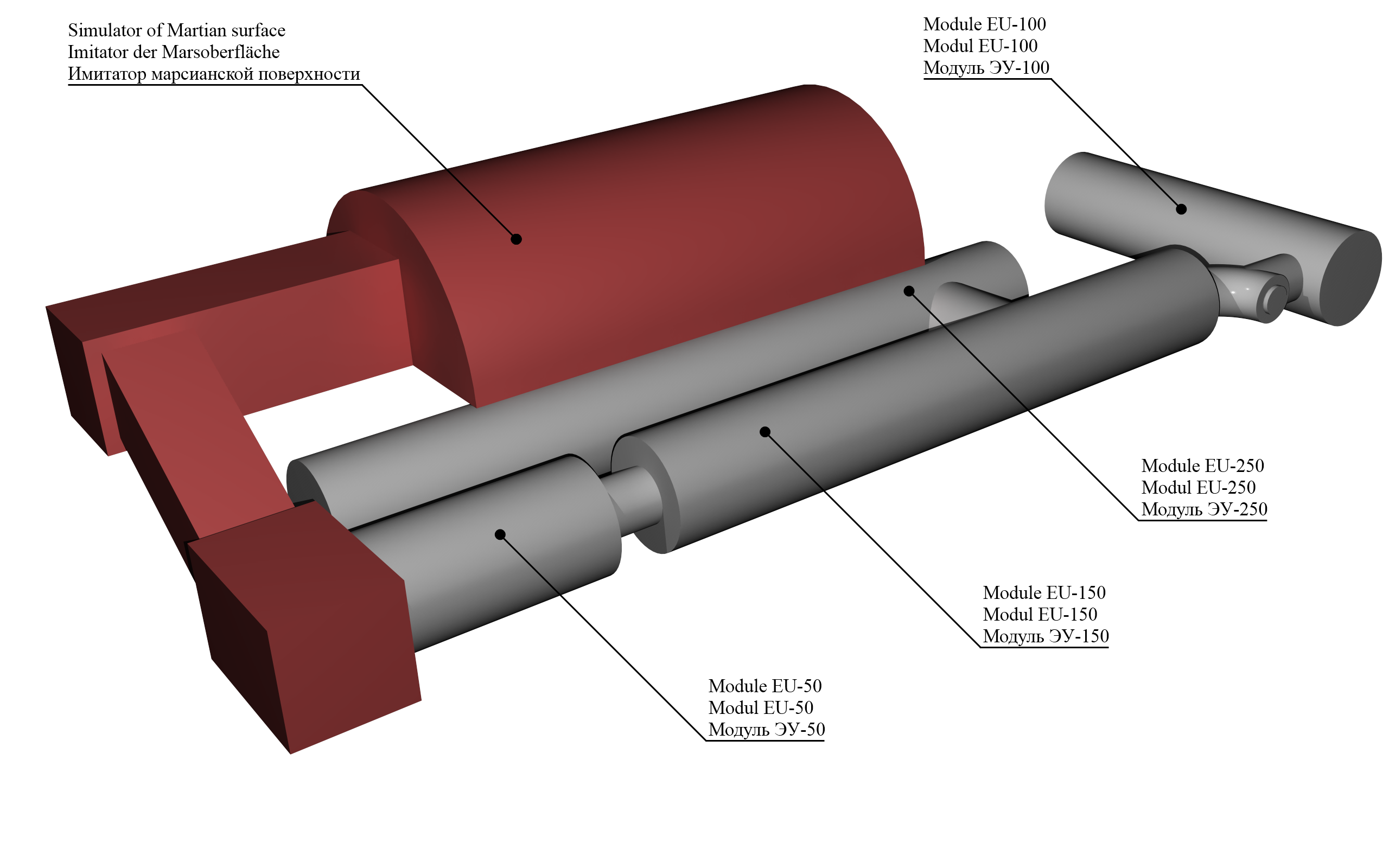
实验舱

該實驗設施位於在莫斯科的俄羅斯科學院生物醫學問題研究所。設施包括隔離設施，任務操作室，技術設施和辦公室。

### 组成
试验舱内由6个部分组成：医疗舱、公共活动舱、生活起居舱、火星着陆模拟舱、火星表面模拟舱。

### 生活起居舱
生活起居舱为成员的主要生活区。圆柱形的生活起居舱有3.6mx20m，包括六个独立的成员舱，一个厨房/餐厅，一个起居室，一个主控室和一个厕所。个人卧室舱室，其中每个有约面积3平方（32平方英尺），包含一张床，一张桌子，一把椅子和个人物品的货架。

### 医疗舱

实验设施的俯视规划图

圆柱形的医疗舱有3.2mx11.9m，并设两个医疗泊位，一个厕所，和进行常规体检设备。它还包含远程医疗的设备，实验室和诊断调查。如果一个机组成员已经生病，他将被隔离，并在医疗舱中治疗。

## 志愿者日常生活
由于舱内是一个完全封闭的环境，志愿者只能通过电话、计算机局域网与外界取得联系（为了模拟火星环境，通信信号被人为延迟20分钟）。除了日常工作，志愿者还随身带入了大量的书籍、DVD电影光碟和歌曲用来消遣和娱乐。此外，每当到了新年，志愿者生日、以及其他节日时，志愿者们都会在舱内举行庆祝和娱乐活动。

## 志愿者

### 对志愿者素质的要求
参加此次实验的任何潜在志愿者必须具备如下基本要求：
1. 身体、心理健康
2. 年龄：在25岁-50岁之间
3. 受过当地的高等教育
4. 专业：
  - 具有医疗急救技能的全科医生
  - 具有临床实验诊断技能的医生和调查员
  - 生物学家
  - 工程师 - 生命支持系统专业，电脑专业，电子专业，机械专业
5. 语言技能：熟练运用俄语和英语

### 正式确定的第三阶段的志愿者名单
來自40個國家超過6000人申請了520天的第三階段實驗。选定的志愿者是3名俄罗斯人，两名欧洲人和一名中国人。 他们各操不同程度的英语，但不是都会说俄语。
- 王跃，27岁，中國航天員科研訓練中心教練[12]
- Diego Urbina ，27岁，意大利-哥伦比亚 双重国籍工程师[10]
- Romain Charles， 31岁，法国工程师[13][14]
- 苏克罗伯·卡莫洛夫 ，俄国外科医生[9][15]
- 阿列克谢·希特夫，俄罗斯工程师，[9]和任务的指挥官[16]
- 亚历山大·斯莫连斯基，俄国生理学家[9][16]

## 卫星实验
在火星-500试验相关的附加实验还有进行旨在研究辐射的影响，失重的健康问题，飞船上火灾的影响，以及其他相关实验。

### 心脏实验
乘员实验包括每月的运行研究，包括记录心电图，呼吸道样本和血压，以及在过去的一个月关于生活方式的，压力的和可能的投诉的调查问卷。

## 火星-500實驗新聞
- Inside the Mars-500 'spaceship' （页面存档备份，存于）、BBC News, March 3, 2008
- Russia continues flight simulation experiments for Mars-500 （页面存档备份，存于）、俄罗斯新闻社, April 15, 2008
- Volunteers flock to space experiment  （页面存档备份，存于）、BBC News, March 27, 2009
- 'Cosmonauts' ready for Mars test、BBC News, March 22, 2010

## 外部連結
- （俄文） Information at the official site IMBP in Russian （页面存档备份，存于） (up-to-date, more extensive), and （英文） in English （页面存档备份，存于）
- （英文） 在欧洲航天局(ESA)的官方网站信息 （页面存档备份，存于）
- （英文） Information on Czech scientific participation in the MARS-500 project